# 島津忠雅
島津 忠雅（しまづ ただまさ）は、日向国佐土原藩7代藩主。

## 生涯
元禄15年12月1日（1703年1月17日）、第6代藩主・島津惟久の三男として生まれる。2人の兄が庶出だったために世子となり、享保8年5月29日（1723年7月1日）、父の隠居により家督を継いだ。
宝暦3年12月11日（1754年1月4日）、三男の久柄に家督を譲って隠居した。天明4年5月15日（1784年7月2日）に佐土原で死去した。享年83。

## 系譜
父母
- 島津惟久（父）
- 島津綱貴の養女 ー 島津久供の娘（母）

正室
- 鳥居忠瞭の娘

側室
- 萩原氏

子女
- 島津久智（長男）
- 島津久福（次男）
- 島津久柄（三男）生母は正室
- 島津久謐（六男）
- 島津久武（七男）
- 島津久中（八男）
- 渋谷久命室